# Resultados do Carnaval de Florianópolis em 2023
Os resultados do Carnaval de Florianópolis de 2023 foram divulgados no dia 20 de fevereiro, segunda-feira de Carnaval, em evento na Passarela Nego Quirido, mesmo local onde foram realizados os desfiles entre o sábado, 18, e o domingo, 19.
Após a revelação das notas dos jurados e a contabilização, a escola de samba União da Ilha da Magia foi declarada vencedora do carnaval, com 269,2 pontos. A agremiação da Lagoa da Conceição trouxe o enredo "Ô mané, que festa é essa? É o Dazaranha mostrando ao mundo que um dia lindo a gente faz!" e conquistou o terceiro título de sua história.
Também com 269,2 pontos, empatada com a União da Ilha da Magia, o Consulado ficou com o vice-campeonato, com o enredo "Magamalabares". O desempate foi realizado no quesito Alegorias e Adereços, o qual a escola do Saco dos Limões tinha um décimo a menos. Foi o segundo vice-campeonato seguido do Consulado, que havia ficado na mesma colocação em 2020. A decisão do quarto ao sexto lugar também foi decidida no empate, mas no quesito Fantasia. 
Nesta edição, três escolas que desfilaram no grupo de acesso de 2020 - última edição do carnaval antes dos cancelamentos devido a Pandemia de COVID-19 - se juntaram as que já estavam no Grupo Especial em um grupo único de desfiles. Uma das três, a Acadêmicos do Sul da Ilha, que havia sido a campeã no acesso de 2020, chegou ao terceiro lugar homenageando o Avaí Futebol Clube com o enredo "Na voz de um torcedor: Avaí, a lenda de um campeão". Assim como em 2020, o desfile das campeãs não foi realizado.

## Grupo Especial

### Resultado final
| Legenda: Campeã |

| Col. | Escola                    | Enredo                                                                                   | Pontos | Desempate                   |
| ---- | ------------------------- | ---------------------------------------------------------------------------------------- | ------ | --------------------------- |
| 1°   | União da Ilha da Magia    | Ô mané, que festa é essa? É o Dazaranha mostrando ao mundo que um dia lindo a gente faz! | 269,2  | Alegorias e Adereços (29,9) |
| 2°   | Consulado                 | Magamalabares                                                                            | 269,2  | Alegorias e Adereços (29,8) |
| 3°   | Acadêmicos do Sul da Ilha | Na voz de um torcedor: Avaí, a lenda de um campeão                                       | 268,2  |                             |
| 4°   | Embaixada Copa Lord       | O Orocongo do Gentil                                                                     | 267,7  | Fantasias (29,8)            |
| 5°   | Os Protegidos da Princesa | Mil Faces Sobrevivem no Palco da ilusão: Solte a voz por resistência e tradição!         | 267,7  | Fantasias (29,7)            |
| 6°   | Unidos da Coloninha       | Passarela Nego Quirido, palco de eternos carnavais!                                      | 267,7  | Fantasias (29,5)            |
| 7°   | Dascuia                   | Africanidades catarinenses                                                               | 266,2  |                             |
| 8°   | Jardim das Palmeiras      | Ribalta Josefense: O Teatro Brasileiro em Cena no Adolpho Mello!                         | 262,4  |                             |
| 9°   | Nação Guarani             | Massiambú - Paraíso Místico Guarani                                                      | 262,0  |                             |
| 10°  | Império Vermelho e Branco | Urihi – A Terra floresta pede socorro!                                                   | 259,2  |                             |